# 大伴古慈斐
大伴 古慈斐（おおとも の こしび、持統天皇9年〈695年〉 - 宝亀8年〈777年〉）は、奈良時代の公卿。名は古慈備・祜信備・祜志備とも記される。越前按察使・大伴祖父麻呂の子。官位は従三位・大和守。

## 経歴
はじめ大学大允に任官したのち、天平9年（737年）従六位上から四階昇進して外従五位下に、天平11年（739年）内位の従五位下に叙せられる。翌天平12年（740年）聖武天皇の東国行幸に従って伊勢国鈴鹿郡赤坂の頓宮で従五位上、天平14年（742年）正五位下。天平19年（747年)従四位下、天平勝宝元年（749年）従四位上と聖武朝において順調に昇進し、天平勝宝年間に衛門督を務めた。また、この間の天平18年（746年）河内守在任時に、同国古市郡にて尾張王が白い亀を捕獲した旨を上申したが、これが瑞祥とされ従六位以下の諸官が一階の昇叙を受けている（正六位以上は田租の免除）。
孝謙朝に入ると一転して昇進が止まり出雲守に左遷される、さらに聖武天皇崩御直後の天平勝宝8歳（756年）には紫微令・藤原仲麻呂の誣告を受け、朝廷に対する誹謗を行い臣下の礼を失したとの理由により、内豎（天皇の身近に仕える少年）の淡海三船と共に衛士府に拘禁され、3日後に赦免となった。のち土佐守に遷されて任地に赴くが、翌天平宝字元年（757年）橘奈良麻呂の乱に連座して、そのまま任国である土佐国への流罪となった。
宝亀元年（770年）光仁天皇の即位後まもなく罪を赦されて本位である従四位上に復位し、大和守に任ぜられる。宝亀2年（771年）大嘗祭に際して、左大弁・佐伯今毛人と共に南門を開く役を務め、この功労により正四位下に昇叙される。宝亀6年（775年）昔の事柄に詳しい老臣として従三位に叙せられ公卿に列す。 宝亀8年（777年）8月19日薨去。享年83。最終官位は大和守従三位。

## 人物
若い頃より才能があり、諸記録にほぼ通じていた。藤原不比等が人物を見込んで、自らの娘を古慈斐の妻としたという。

## 官歴
『続日本紀』による。
- 時期不詳：大学大允。従六位上
- 天平9年（737年） 8月28日：外従五位下（越階）
- 天平11年（739年） 正月13日：従五位下（内位）
- 天平12年（740年） 11月21日：従五位上
- 時期不詳：河内守
- 天平14年（742年） 4月20日：正五位下
- 天平19年（747年） 正月20日：従四位下
- 天平勝宝元年（749年） 11月29日：従四位上
- 天平勝宝年間：衛門督。出雲守
- 天平勝宝8歳（756年） 5月10日：禁於左右衛士府。5月13日：放免。日付不詳：土佐守
- 天平勝宝9歳（757年） 7月4日：流罪（土佐国）
- 宝亀元年（770年） 11月25日：復位（従四位上）。12月28日：大和守
- 宝亀2年（771年） 11月25日：正四位下
- 宝亀6年（775年） 正月15日：従三位

## 系譜
- 父：大伴祖父麻呂[2]
- 母：不詳
- 妻：藤原殿刀自 - 藤原不比等の五女?
  - 男子：大伴弟麻呂[3]（739?-809）
- 生母不明の子女
  - 男子：大伴益立[4]